# Петер Палух
Петер Палух (словац. Peter Palúch, нар. 17 лютого 1958, Нітра) — чехословацький та словацький футболіст, що грав на позиції воротаря. Відомий за виступами на батьківщині в клубі «Нітра», та австрійських клубах «Вінер Шпорт-Клуб» та «Ферст Вієнна».

## Ігрова кар'єра
Петер Палух народився в Нітрі, та розпочав виступи в командах майстрів у 1981 року в команді з його рідного міста «Нітра», в якій грав до 1991 року. У 1990 році Палуха включили до заявки збірної Чехословаччини на чемпіонат світу, проте за збірну так і не зіграв, знаходячись у запасі.
У 1991 році Петер Палух перейшов до складу австрійського клубу «Вінер Шпорт-Клуб», в якому грав до 1997 року. У 1997 році перейшов до іншого австрійського клубу"Ферст Вієнна", й у кінці того ж року завершив виступи на футбольних полях.